# Atlanta (Nebraska)
Atlanta es una villa ubicada en el condado de Phelps en el estado estadounidense de Nebraska. En el Censo de 2010 tenía una población de 131 habitantes y una densidad poblacional de 218,96 personas por km².

## Geografía
Atlanta se encuentra ubicada en las coordenadas 40°22′6″N 99°28′24″O / 40.36833, -99.47333. Según la Oficina del Censo de los Estados Unidos, Atlanta tiene una superficie total de 0.6 km², de la cual 0.6 km² corresponden a tierra firme y (0%) 0 km² es agua.

## Demografía
Según el censo de 2010, había 131 personas residiendo en Atlanta. La densidad de población era de 218,96 hab./km². De los 131 habitantes, Atlanta estaba compuesto por el 99.24% blancos, el 0% eran afroamericanos, el 0.76% eran amerindios, el 0% eran asiáticos, el 0% eran isleños del Pacífico, el 0% eran de otras razas y el 0% pertenecían a dos o más razas. Del total de la población el 0% eran hispanos o latinos de cualquier raza.